# العلاقات الزامبية السريلانكية
العلاقات الزامبية السريلانكية هي العلاقات الثنائية التي تجمع بين زامبيا وسريلانكا.

## مقارنة بين البلدين
هذه مقارنة عامة ومرجعية للدولتين:
| وجه المقارنة                                              | زامبيا                         | سريلانكا                         |
| --------------------------------------------------------- | ------------------------------ | -------------------------------- |
| المساحة (كم2)                                             | 752.62 ألف                     | 65.61 ألف                        |
| عدد السكان (نسمة)                                         | 17.09 مليون                    | 21.44 مليون                      |
| الكثافة السكانية (ن./كم²)                                 | 22.71                          | 326.78                           |
| العاصمة                                                   | لوساكا                         | سري جاياواردنابورا كوتي، كولمبو  |
| اللغة الرسمية                                             | لغة إنجليزية                   | اللغة السنهالية، اللغة التاميلية |
| العملة                                                    | كواشا زامبي، كواشا زامبي قديم ‏ | روبية سريلانكي                   |
| الناتج المحلي الإجمالي (بليون دولار)                      | 25.81 مليار                    | 87.17 مليار                      |
| الناتج المحلي الإجمالي (تعادل القوة الشرائية) بليون دولار | 62.18 مليار                    | 246.62 مليار                     |
| الناتج المحلي الإجمالي الاسمي للفرد دولار أمريكي          | 1.30 ألف                       | 3.93 ألف                         |
| الناتج المحلي الإجمالي للفرد دولار أمريكي                 | 3.90 ألف                       | 11.11 ألف                        |
| مؤشر التنمية البشرية                                      | 0.586                          | 0.757                            |
| رمز المكالمات الدولي                                      | +260                           | +94                              |
| رمز الإنترنت                                              | .zm                            | .lk،                             |
| المنطقة الزمنية                                           | ت ع م+02:00                    | ت ع م+05:30                      |

## منظمات دولية مشتركة
يشترك البلدان في عضوية مجموعة من المنظمات الدولية، منها:
| علم المنظمة | اسم المنظمة                               | تاريخ انضمام زامبيا | تاريخ انضمام سريلانكا |
| ----------- | ----------------------------------------- | ------------------- | --------------------- |
|             | الاتحاد البريدي العالمي                   | ?                   | ?                     |
|             | يونسكو                                    | 9 نوفمبر 1964       | 14 نوفمبر 1949        |
|             | البنك الدولي للإنشاء والتعمير             | 23 سبتمبر 1965      | 29 أغسطس 1950         |
|             | منظمة التجارة العالمية                    | ?                   | ?                     |
|             | وكالة ضمان الاستثمار متعدد الأطراف        | 6 يونيو 1988        | 27 مايو 1988          |
|             | دول الكومنولث                             | ?                   | 1948                  |
|             | الاتحاد الدولي للاتصالات                  | 23 أغسطس 1965       | 1897                  |
|             | منظمة الشرطة الجنائية الدولية             | ?                   | ?                     |
|             | مؤسسة التمويل الدولية                     | 23 سبتمبر 1965      | 20 يوليو 1956         |
|             | الأمم المتحدة                             | 1 ديسمبر 1964       | 14 ديسمبر 1955        |
|             | مؤسسة التنمية الدولية                     | 23 سبتمبر 1965      | 27 يونيو 1961         |
|             | منظمة حظر الأسلحة الكيميائية              | ?                   | ?                     |
|             | المركز الدولي لتسوية المنازعات الاستشارية | 17 يوليو 1970       | 11 نوفمبر 1967        |

## وصلات خارجية
- موقع وزارة الخارجية السريلانكية